# Štefan Brezočnik
Štefan Brezočnik, slovenski policist in veteran vojne za Slovenijo, * 23. december 1947, † 3. december 2012.

## Odlikovanja in nagrade
Leta 2004 je prejel častni znak svobode Republike Slovenije z naslednjo utemeljitvijo: »za izjemne zasluge pri obrambi svobode in uveljavljanju suverenosti Republike Slovenije«.